# Breutelia pseudophilonotis
Breutelia pseudophilonotis är en bladmossart som beskrevs av William Walter Watts och Whitelegge 1906. Breutelia pseudophilonotis ingår i släktet gullhårsmossor, och familjen Bartramiaceae. Inga underarter finns listade i Catalogue of Life.